# Хлопчатник древовидный
Хлопчатник древовидный (лат. Gossypium arboreum) — многолетний вид рода Хлопчатник семейства Мальвовые, растущий в тропических и субтропических регионах Азии и Африки.
В основном его выращивают в Индии и Пакистане. Со времён Индской цивилизации использовался для создания тканей. Ценится за крепкое волокно (обычно длина менее 25 мм), а также используется в лечебных целях. Из семян делают масла. Произрастает в районах с дневной температурой 26-36 ° C, однако могут выдерживать и 18-38 °C.

## Ботаническое описание
Хлопчатник древовидный — самый высокий представитель рода: его высота колеблется от 1 до 2 м; в некоторых случаях вырастает до 5 метров. Цветки фиолетового либо жёлтого цвета с фиолетовым центром. Ветки также имеют фиолетовый цвет и покрыты волосками. Коробочка хлопка 1,5—2,5 см в поперечнике, яйцевидной или продолговатой формы, волосками не покрыта. Количество лопастей у листа варьируется от пяти до семи, что делает его похожим на кленовый лист. Семена имеют форму шара. Вес 1000 семян составляет 46—91 гр.

## Галерея

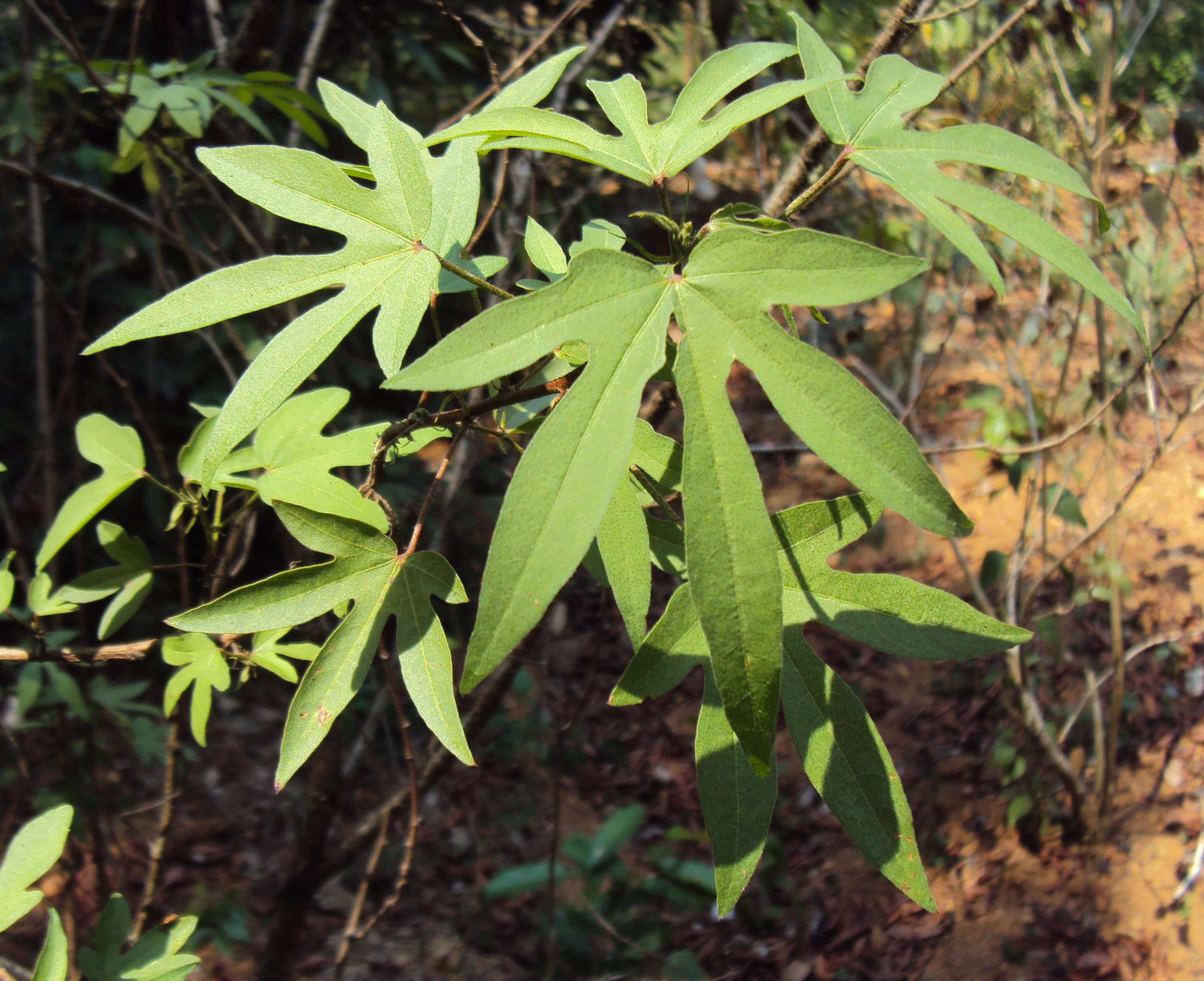
Листья
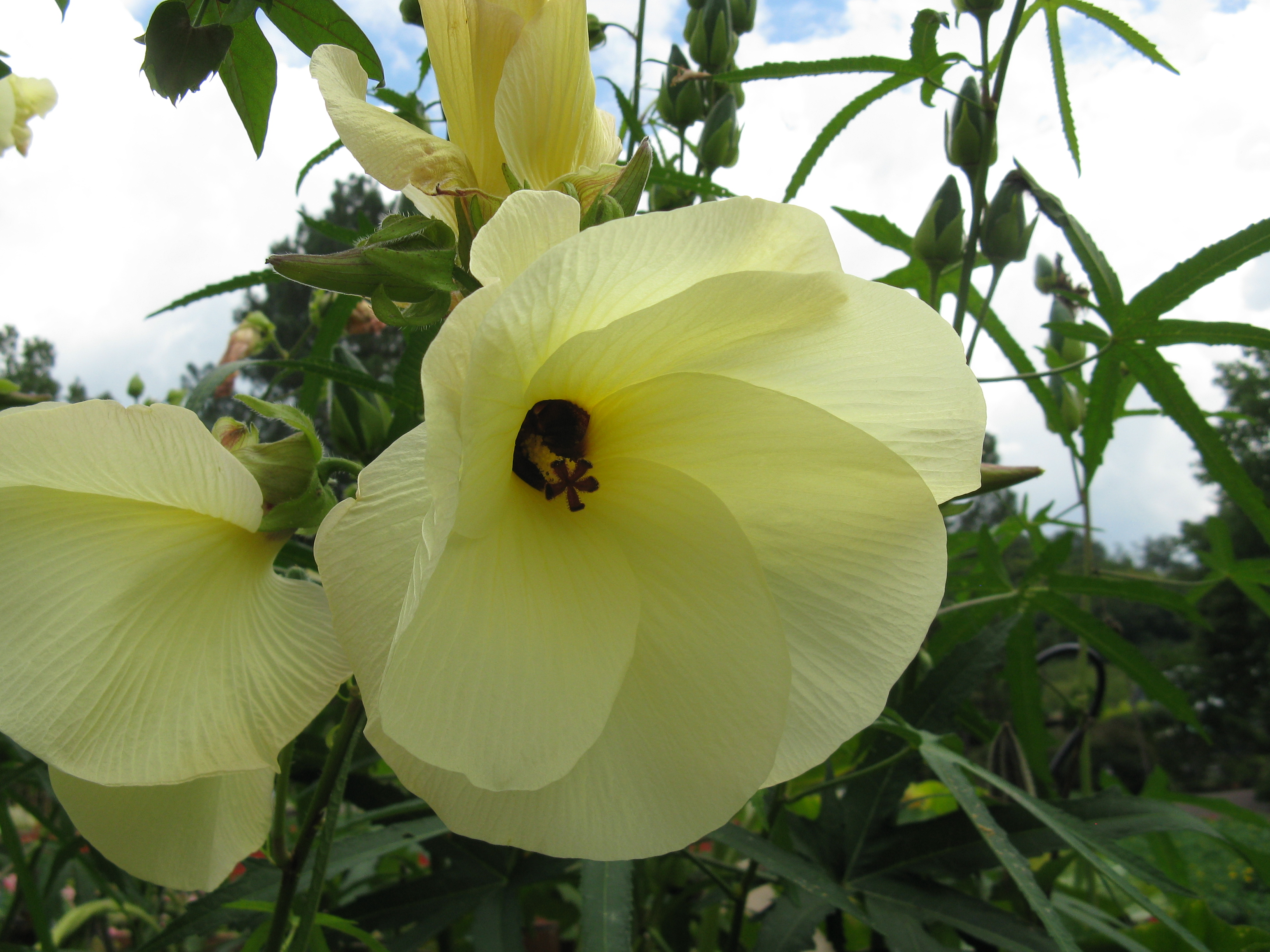
Жёлтый цветок
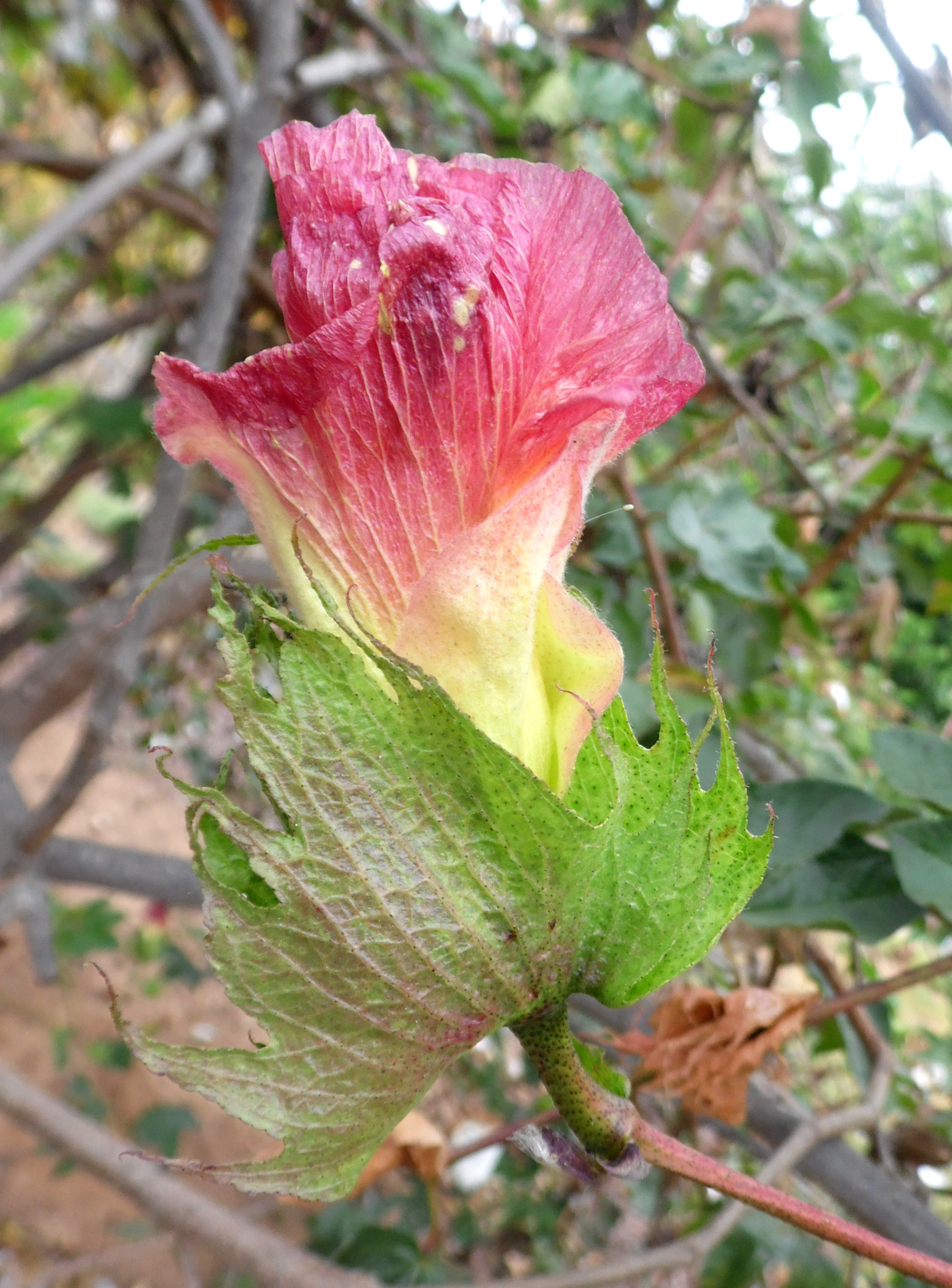
Фиолетовый цветок
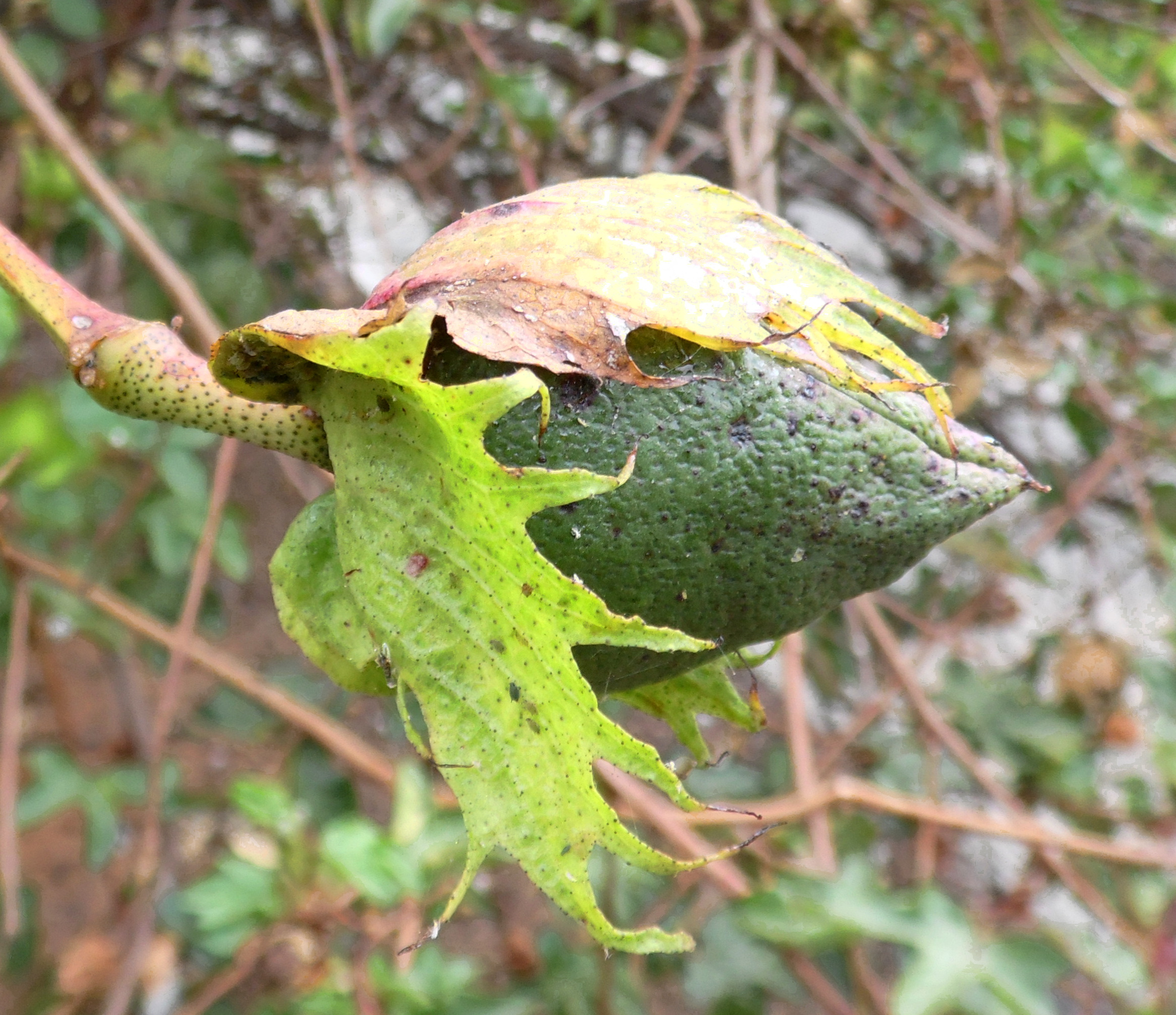
Незрелая коробочка
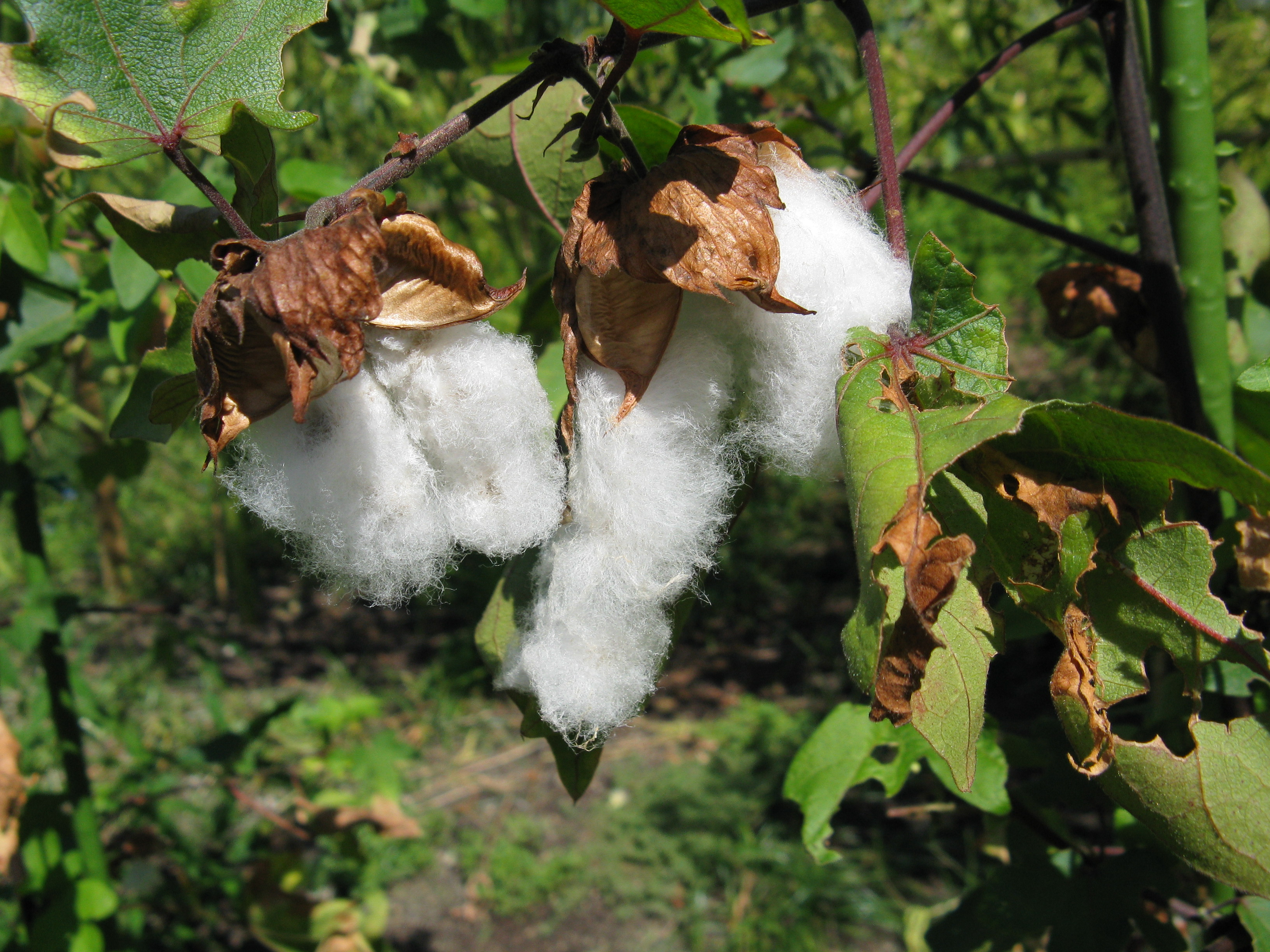
Раскрывшаяся коробочка
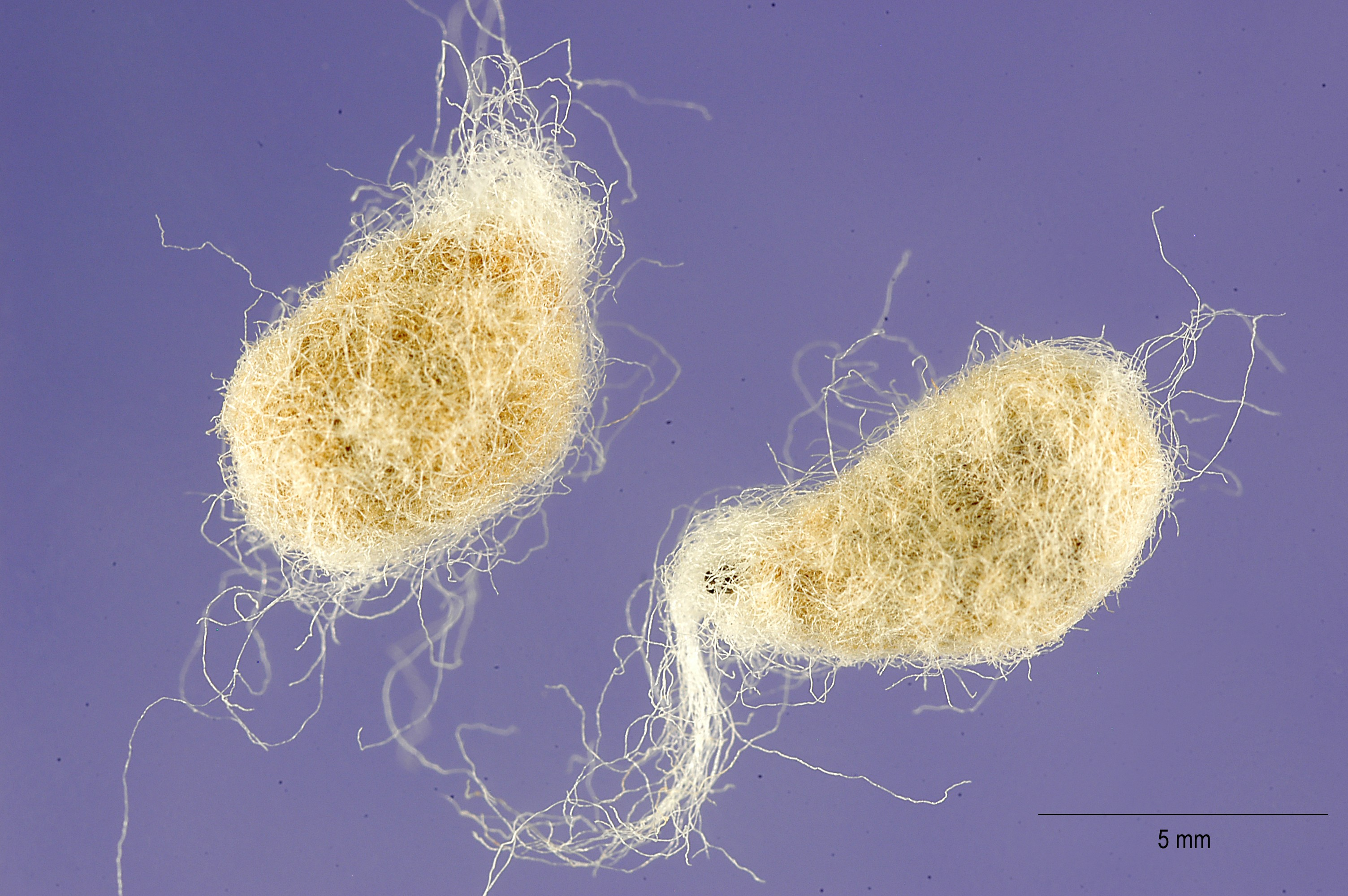
Семена